# The Country Cousin
The Country Cousin (Brasil: Primo da Roça) é um filme de animação em curta-metragem estadunidense de 1936 dirigido e escrito por Wilfred Jackson. Venceu o Oscar de melhor curta-metragem de animação na edição de 1937.